# Narciarstwo alpejskie na Zimowych Igrzyskach Olimpijskich 2014 – kwalifikacje

## Zasady kwalifikacji
Liczba miejsc do obsadzenia na igrzyskach jest ustalona przez Międzynarodowy Komitet Olimpijski. W zawodach weźmie udział maksymalnie 320 zawodników i zawodniczek. Narodowy komitet olimpijski może wystawić maksymalnie 22 reprezentantów (w tym maksymalnie 14 jednej płci). W jednej konkurencji może wystartować maksymalnie 4 zawodników z jednego kraju.

### Minimum A
Do igrzysk zakwalifikują się zawodnicy, którzy w rankingu Międzynarodowej Federacji Narciarskiej z 20 stycznia 2014 roku będą w pierwszej 500 w danej konkurencji. Dodatkowo aby wystartować w konkretnej konkurencji muszą spełniać także warunek punktowy.

### Minimum B
Jeśli żaden zawodnik z danego kraju nie wypełni minimum A, wówczas narodowy komitet olimpijski będzie mógł wystawić po jednym zawodniku w slalomie i slalomie gigancie, jeśli taki zawodnik zdobył maksymalnie 140 punktów FIS.
Punkty są obliczane na podstawie średniej z pięciu najlepszych wyników w konkurencjach technicznych (slalom i slalom gigant) oraz trzech wyników w konkurencjach szybkościowych (zjazd, supergigant i superkombinacja)

### Podział kwot
Kwota podstawowa
Każdy narodowy komitet olimpijski będzie mógł wystawić jednego mężczyznę i jedną kobietę, którzy wypełnili minimum B.
Najlepsza 500 zawodników w rankingu
Każdemu NKO mającemu przynajmniej jednego zawodnika i/lub zawodniczkę w pierwszej 500 rankingu będzie przyznane jedno dodatkowe miejsce w konkurencji mężczyzn i/lub kobiet.
Najlepsza 100 zawodników w rankingu
Każdemu NKO mającemu przynajmniej jednego zawodnika i/lub zawodniczkę w pierwszej 100 rankingu będzie przyznane jedno dodatkowe miejsce w konkurencji mężczyzn i/lub kobiet.
Najlepsza 30 zawodników w rankingu
Każdemu NKO mającemu przynajmniej jednego zawodnika i/lub zawodniczkę w pierwszej 30 rankingu będzie przyznane jedno dodatkowe miejsce w konkurencji mężczyzn i/lub kobiet. Jeśli w rankingu znajdzie się więcej niż jeden zawodnik z NKO ta kwota będzie rozszerzona.

### Przydział kwot startowych
Jedno miejsce przyznawane jest dla zawodnika, który spełnił wszystkie kryteria kwalifikacyjne.
Drugie miejsce NKO otrzymuje, jeśli zawodnik, znajdzie się w pierwszej 500 rankingu FIS. Trzecie miejsce, gdy zawodnik z kraju będzie w pierwszej 100, a czwarte, gdy zawodnik znajdzie się w pierwszej 30 rankingu.
| Miejsca na liście FIS            | Zjazd           | Supergigant     | Superkombinacja | Slalom      | Slalom gigant |
| -------------------------------- | --------------- | --------------- | --------------- | ----------- | ------------- |
| 1-500 (konkurencje szybkościowe) | <80 punktów     | <80 punktów     | <80 punktów     | 140 punktów | 140 punktów   |
| 1-500 (konkurencje techniczne)   | Brak możliwości | <80 punktów     | <80 punktów     | 140 punktów | 140 punktów   |
| Minimum B                        | Brak możliwości | Brak możliwości | Brak możliwości | 140 punktów | 140 punktów   |

## Podsumowanie kwalifikacji

### Tabela kwalifikacji według kraju
| Reprezentacja                        | Mężczyźni | Kobiety | Dodatkowo | Razem |
| ------------------------------------ | --------- | ------- | --------- | ----- |
| Albania                              | 1         |         |           | 1     |
| Andora                               | 2         | 3       |           | 5     |
| Argentyna                            | 3         | 3       |           | 6     |
| Armenia                              | 1         |         |           | 1     |
| Australia                            | 2         | 3       |           | 5     |
| Austria                              | 5         | 5       | 10        | 20    |
| Azerbejdżan                          | 1         | 1       |           | 2     |
| Belgia                               | 3         | 3       |           | 6     |
| Białoruś                             | 1         | 1       |           | 2     |
| Bośnia i Hercegowina                 | 2         | 1       |           | 3     |
| Brazylia                             | 1         | 1       |           | 2     |
| Bułgaria                             | 3         | 1       |           | 4     |
| Chile                                | 2         | 1       |           | 3     |
| Chińska Republika Ludowa             | 1         | 1       |           | 2     |
| Chorwacja                            | 5         | 3       |           | 8     |
| Cypr                                 | 1         | 1       |           | 2     |
| Czarnogóra                           | 1         | 1       |           | 2     |
| Czechy                               | 3         | 5       |           | 8     |
| Dania                                | 1         | 2       |           | 3     |
| Estonia                              | 1         | 1       |           | 2     |
| Finlandia                            | 5         | 4       |           | 9     |
| Francja                              | 5         | 5       | 4         | 14    |
| Grecja                               | 2         | 1       |           | 3     |
| Gruzja                               | 2         | 1       |           | 3     |
| Hiszpania                            | 3         | 4       |           | 7     |
| Holandia                             | 3         | 2       |           | 5     |
| Iran                                 | 2         | 1       |           | 3     |
| Irlandia                             | 1         | 1       |           | 2     |
| Islandia                             | 2         | 2       |           | 4     |
| Izrael                               | 1         | 1       |           | 2     |
| Japonia                              | 5         | 3       |           | 8     |
| Kajmany                              | 1         |         |           | 1     |
| Kanada                               | 5         | 5       | 2         | 12    |
| Kazachstan                           | 3         | 1       |           | 4     |
| Kirgistan                            | 1         |         |           | 1     |
| Korea Południowa                     | 3         | 2       |           | 5     |
| Liban                                | 1         | 1       |           | 2     |
| Liechtenstein                        | 2         | 5       |           | 7     |
| Litwa                                | 1         | 1       |           | 2     |
| Luksemburg                           | 1         |         |           | 1     |
| Łotwa                                | 3         | 2       |           | 5     |
| Macedonia Północna                   | 1         |         |           | 1     |
| Malta                                |           | 1       |           | 1     |
| Maroko                               | 1         | 1       |           | 2     |
| Meksyk                               | 1         |         |           | 1     |
| Mołdawia                             | 2         |         |           | 2     |
| Monako                               | 2         | 1       |           | 3     |
| Niemcy                               | 5         | 5       | 2         | 12    |
| Norwegia                             | 5         | 5       | 2         | 12    |
| Nowa Zelandia                        | 2         | 2       |           | 4     |
| Pakistan                             | 1         |         |           | 1     |
| Peru                                 | 1         | 1       |           | 2     |
| Polska                               | 3         | 3       |           | 6     |
| Portoryko                            |           | 1       |           | 1     |
| Portugalia                           | 1         | 1       |           | 2     |
| Południowa Afryka                    | 1         |         |           | 1     |
| Rosja                                | 5         | 4       |           | 9     |
| Rumunia                              | 2         | 1       |           | 3     |
| San Marino                           | 1         | 1       |           | 2     |
| Niezależni sportowcy olimpijscy      | 1         |         |           | 1     |
| Serbia                               | 1         | 1       |           | 2     |
| Słowacja                             | 4         | 5       |           | 9     |
| Słowenia                             | 4         | 5       | 1         | 10    |
| Stany Zjednoczone                    | 5         | 5       | 2         | 12    |
| Szwajcaria                           | 5         | 5       | 5         | 15    |
| Szwecja                              | 5         | 5       |           | 10    |
| Tadżykistan                          | 1         |         |           | 1     |
| Tajlandia                            | 1         | 1       |           | 2     |
| Timor Wschodni                       | 1         |         |           | 1     |
| Togo                                 |           | 1       |           | 1     |
| Turcja                               | 1         | 1       |           | 2     |
| Ukraina                              | 1         | 1       |           | 2     |
| Uzbekistan                           | 1         | 1       |           | 2     |
| Wenezuela                            | 1         |         |           | 1     |
| Węgry                                | 1         | 2       |           | 3     |
| Wielka Brytania                      | 4         | 3       |           | 7     |
| Włochy                               | 5         | 5       | 4         | 14    |
| Wyspy Dziewicze Stanów Zjednoczonych |           | 1       |           | 1     |
| Zimbabwe                             | 1         |         |           | 1     |

### Mężczyźni
| Kryteria                                                         | Zawodników na NKO | Suma zawodników | Zakwalifikowani |
| ---------------------------------------------------------------- | ----------------- | --------------- | --- |
| Najlepsza 100, 500, kwota podstawowa + 2 miejsca w najlepszej 30 | 5                 | 65              | Austria Chorwacja Finlandia Francja Japonia Kanada Niemcy Norwegia Rosja Stany Zjednoczone Szwajcaria Szwecja Włochy |
| Najlepsza 100, 500, kwota podstawowa + 1 miejsce w najlepszej 30 | 4                 | 12              | Słowacja Słowenia Wielka Brytania |
| Najlepsza 100, 500, kwota podstawowa                             | 3                 | 30              | Argentyna Belgia Bułgaria Czechy Hiszpania Holandia Kazachstan Korea Południowa Łotwa Polska |
| Najlepsza 500, kwota podstawowa                                  | 2                 | 26              | Andora Australia Bośnia i Hercegowina Chile Grecja Gruzja Iran Islandia Liechtenstein Mołdawia Monako Nowa Zelandia Rumunia |
| Kwota podstawowa                                                 | 1                 | 36              | Albania Armenia Azerbejdżan Białoruś Brazylia Chińska Republika Ludowa Cypr Czarnogóra Dania Estonia Irlandia Izrael Kajmany Kirgistan Liban Litwa Luksemburg Macedonia Północna Maroko Meksyk Niezależni sportowcy olimpijscy Pakistan Peru Portugalia Południowa Afryka San Marino Serbia Tadżykistan Tajlandia Timor Wschodni Turcja Ukraina Uzbekistan Wenezuela Węgry Zimbabwe |

### Kobiety
| Kryteria                                                         | Zawodniczek na NKO | Suma zawodniczek | Zakwalifikowani |
| ---------------------------------------------------------------- | ------------------ | ---------------- | --- |
| Najlepsza 100, 500, kwota podstawowa + 2 miejsca w najlepszej 30 | 5                  | 65               | Austria Czechy Francja Kanada Liechtenstein Niemcy Norwegia Słowacja Słowenia Stany Zjednoczone Szwajcaria Szwecja Włochy |
| Najlepsza 100, 500, kwota podstawowa + 1 miejsce w najlepszej 30 | 4                  | 12               | Finlandia Hiszpania Rosja |
| Najlepsza 100, 500, kwota podstawowa                             | 3                  | 24               | Andora Argentyna Australia Belgia Chorwacja Japonia Polska Wielka Brytania |
| Najlepsza 500, kwota podstawowa                                  | 2                  | 14               | Dania Holandia Islandia Korea Południowa Łotwa Nowa Zelandia Węgry |
| Kwota podstawowa                                                 | 1                  | 34               | Albania Azerbejdżan Białoruś Bośnia i Hercegowina Brazylia Bułgaria Chile Chińska Republika Ludowa Cypr Czarnogóra Estonia Grecja Gruzja Iran Irlandia Izrael Kazachstan Liban Litwa Malta Maroko Monako Peru Portoryko Rumunia San Marino Serbia Tajlandia Togo Turcja Ukraina Uzbekistan Wyspy Dziewicze Stanów Zjednoczonych |

### Dodatkowe miejsca
| Zawodników na NKO | Suma | Zakwalifikowani                          |
| ----------------- | ---- | ---------------------------------------- |
| 10                | 10   | Austria                                  |
| 5                 | 5    | Szwajcaria                               |
| 4                 | 8    | Francja Włochy                           |
| 2                 | 8    | Kanada Niemcy Norwegia Stany Zjednoczone |
| 1                 | 1    | Słowenia                                 |